# Кеті Гопкінс
Кеті Гопкінс (англ. Katie Hopkins, 13 лютого 1975, Барнстейпл) — британська колумністка, телеведуча та медійна особистість. Вона відома своїми суперечливими поглядами та провокаційними висловлюваннями.

## Біографія
Кеті Гопкінс почала свою кар'єру в бізнесі, але стала відомою завдяки участі в реаліті-шоу «The Apprentice» у 2007 році. Після цього вона почала писати колонки для різних британських видань, де висловлювала свої гострі та часто суперечливі погляди.
Вона також працювала на радіо та телебаченні, де продовжувала висловлювати свої контроверсійні думки. Через свої суперечливі висловлювання Гопкінс втратила роботу в кількох британських виданнях та на радіо.
Вона продовжила вести активну діяльність у соціальних мережах, де висловлює свої погляди та критикує своїх опонентів. Її висловлювання часто сприймаються як провокаційні та образливі, але вона продовжує мати своїх прихильників.

## Скандали
Гопкінс відома своїми різкими висловлюваннями щодо мігрантів, мусульман, бідних людей та інших груп населення. Її часто звинувачують у расизмі, ксенофобії та розпалюванні ненависті.
Її висловлювання неодноразово викликали широкий суспільний резонанс та критику.